# Lijst van Friese veldslagen
Onder de Friese koningen zijn de Friezen in verschillende oorlogen betrokken geweest. Later in de tijd van de Friese vrijheid poogden buitenlandse heren de Friese vrijheid te ondermijnen.
Bestuurlijk kan men spreken van vijf perioden in de Friese geschiedenis:
- 2e eeuw v.Chr-5e eeuw – De Frisii en Frisiavones
- 6e eeuw-734 – Friese koninkrijk
- 734-1156 – Friesland onder Frankische en Roomse heerschappij
- 1156-1498 – Opstalboom en Friese vrijheid (Friese vrijheid ontwikkelt zich in de 11e eeuw)
- 1498-1744 – Oost-Friesland (eerst bestuurd door graven, later door prinsen)

## Lijst

### in de Romeinse tijd
- 28 - Slag in het Baduhenna-woud

### De vroege middeleeuwen
- ca. 400 - Slag bij Finnburg, legendarische veldslag tussen Friezen en Denen.
- ca. 525 - Slag aan de Rijn

### Tegen het Frankische rijk
Zie ook: Fries-Frankische oorlogen
- 695 - Slag bij Dorestad
- 716 - Slag bij Keulen
- 716 - Slag bij Amel
- 734 - Slag aan de Boorne

### In de middeleeuwen
- 873 - Inval in Oostergo
- 880 - Slag bij Norden
- 993 - Slag bij Winkel
- 1018 - Slag bij Vlaardingen
- 1076 - Slag bij IJsselmonde
- 1231-1233 - Fries-Drentse oorlog
- 1252 - Slag bij Oldenswort
- 1256 - Slag bij Hoogwoud
- 1282 - Slag bij Schellinkhout
- 1297 - Slag bij Vronen
- 1344 - Slag bij Langsundtoft

### Tegen de graven
Zie ook: Fries-Hollandse oorlogen

### Het tijdperk van de Friese Vrijheid
- 1345 - Slag bij Warns
- 1380 - Slag bij Arum
- 1396 - Slag bij Schoterzijl
- 1413-1422 - Grote Friese Oorlog
- 1420 - Slag bij Sloten (1420)
- 1463 - Slag bij Aalsum/Molenzijl/Mounesyl
- 1492 - Slag bij Barrahuis (1492)
- 1496 - Slag bij Sloten (1496)
- 1498 - Slag bij Barrahuis (1498)

### Schieringers en Vetkopers
De Friese burgeroorlog in de 14e en 15e eeuw kende twee strijdende partijen, de Schieringers en Vetkopers.